# Christophe Ferrari
Pour les articles homonymes, voir Ferrari.
Christophe Ferrari, né le 18 mai 1969 à La Mure, est un professeur d'université et homme politique français, membre du parti Place publique (parti politique). Il est maire du Pont-de-Claix depuis 2008 et président de la métropole de Grenoble depuis 2014.

## Biographie

### Famille et formation
Christophe Ferrari est le fils d'un père ouvrier italien et d'une mère au foyer. D'origine modeste, il grandit au Pont-de-Claix dans la banlieue sud de Grenoble.
Après son baccalauréat, il entre à l'université Joseph Fourier de Grenoble, où il poursuit des études de chimie. Docteur en chimie, il devient spécialiste des questions d'environnement à l'échelle internationale.

### Carrière universitaire
Membre de l'Institut universitaire de France depuis 2003, il devient professeur des universités l'année suivante. Chercheur spécialisé autour des questions de pollution, il est régulièrement cité dans les publications autour de l'environnement et des pollutions au mercure à l'échelle internationale. Son travail de recherche est valorisé en Europe, aux États-Unis, en Asie et en Océanie.
Il enseigne aujourd'hui à Polytech Grenoble et est également chercheur au laboratoire de glaciologie et géophysique de l'environnement de Grenoble.

### Carrière politique
Dès la fin des années 1990, il affiche son goût pour la politique locale et adhère au Parti socialiste. En juin 1995, il est élu au conseil municipal de la commune du Pont-de-Claix, dont est maire le communiste Michel Couëtoux, lui aussi professeur des universités et ancien conseiller général. Il est ensuite conseiller municipal minoritaire sous le mandat du maire communiste Michel Blonde de 2001 à 2008.
Il conduite une liste PS pour les élections municipales du Pont-de-Claix en 2008, contre le maire sortant Michel Blonde. Il devance ce dernier d'une courte tête au premier tour et creuse l'écart au second tour, obtenant près de 52 % des suffrages exprimés en triangulaire, faisant ainsi basculer ce bastion communiste dans l'escarcelle du PS. En dépit d'un contexte national particulièrement difficile, Christophe Ferrari est réélu maire du Pont-de-Claix le 23 mars 2014 dès le premier tour des élections municipales alors qu'il est opposé à deux listes, l'une conduite par le PCF et l'autre par la droite, comme en 2008.
Le 25 avril 2014, il est largement élu président de la communauté d'agglomération Grenoble-Alpes Métropole, dite « La Metro » au deuxième tour avec 80 voix pour 124 votants, soit 64,5 % des voix. Il bénéficie alors du soutien de l'ensemble des élus de gauche et de plusieurs maires sans étiquette de petites communes. Le 1er janvier 2015, l'institution change de statut pour devenir une métropole.
Le 17 juillet 2020, il est réélu président de la métropole de Grenoble, face au candidat dissident de la précédente majorité, Yann Mongaburu, soutenu par le Maire de Grenoble Éric Piolle.
En septembre 2022, il est mis en cause auprès de la justice et dans la presse par un ancien chef de cabinet pointant des usages potentiellement irréguliers de son véhicule de service avec chauffeur. Sur la base des éléments transmis au parquet, le procureur de Grenoble décide de l'ouverture d'une enquête préliminaire à ce sujet.
Le 15 avril 2024 il annonce sur son compte Linkedin, rejoindre le parti de Raphaël Glucksmann, Place publique (parti politique).

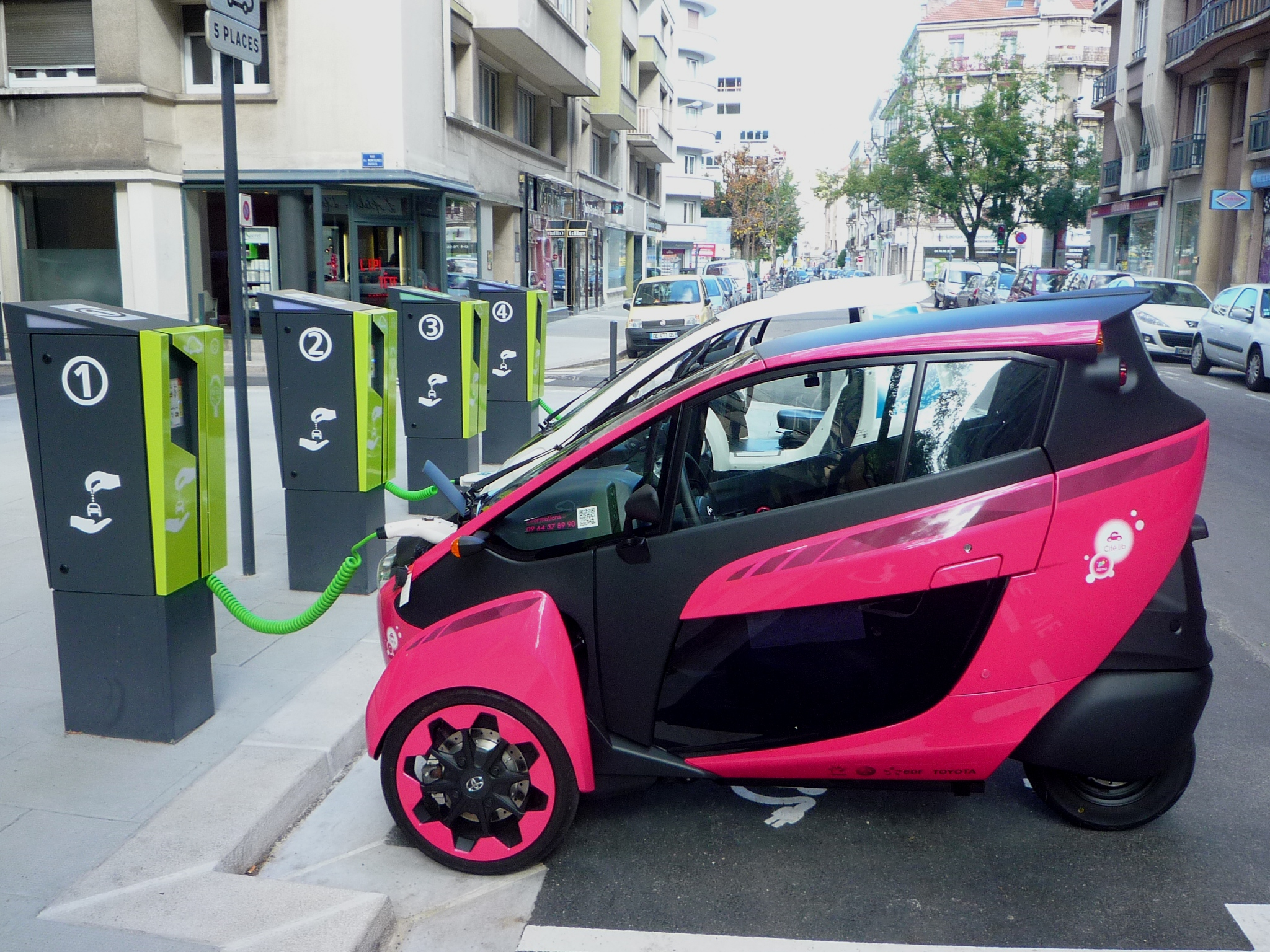
Toyota i-road dans la rue Thiers.

Au cours des universités d'été de 2014 du Parti socialiste, Christophe Ferrari a exprimé sa volonté, comme Martine Aubry pour la métropole de Lille, de saisir le Premier ministre afin de « pouvoir expérimenter l'encadrement des loyers » sur la métropole, indiquant qu'il s'agissait d'un « bon dispositif de justice sociale ».
En septembre 2014, la métropole de Grenoble a accueilli le projet i-Road de déplacement innovant électrique où chaque borne est alimentée par de l'énergie propre[pas clair]. Ce projet est  notamment monté en partenariat avec Toyota et EDF constituant une exclusivité mondiale autour du transport innovant électrique dans des véhicules nouveaux de Toyota. Lors de cette manifestation, Christophe Ferrari a notamment rappelé la singularité de l'écosystème grenoblois résolument tourné vers l'innovation, en indiquant « L’agglomération grenobloise est la petite vallée aux grandes idées…elle a tout d’une grande ».
Concernant la fiscalité dans sa propre commune et avec la mise en place de la Métropole et des compétences associées, Christophe Ferrari a décidé pour 2015 de ne faire appliquer que seulement 0,01 % à la part communale de la taxe d'habitation en mentionnant « c'est historique, il n'y a que quatre communes en France dans ce cas là ».
Pour les élections départementales de mars 2015, Christophe Ferrari pousse son premier adjoint au Pont-de-Claix Sam Toscano à se présenter dans son canton, le canton est déjà détenu par le PS à travers la vice-présidente sortante Brigitte Périllié. Après avoir tenté de présenter une équipe commune avec Brigitte Perillié, les deux candidats PS Toscano-Périllié ne parviennent pas à s'entendre. Sam Toscano bénéficie alors de l'investiture du PS sur pression de Christophe Ferrari au détriment de Brigitte Périllié, Sam Toscano est alors associé à Pascale Virot adjointe au maire de la commune d'Heybeys sans étiquette. Brigitte Périllié part en dissidence divers gauche. Le premier tour des élections propulse le Front National en tête à plus de 26 % voix exprimées sur le canton du président de la Métropole, la liste UMP-UDI-DVD arrive en seconde position avec plus de 25 % des voix exprimées. Sam Toscano et Pascale Virot obtiennent 21 % des voix exprimées, ils ne peuvent se maintenir pour le deuxième tour faute d'avoir obtenu le nombre de voix nécessaires. Bien que travaillant au quotidien dans la même majorité à la Métropole, le groupe politique « Rassemblement des Citoyens » représentant une alternative sociale et écologiste présente aussi une liste, les candidats du PS se retrouvent également opposés cette liste tendancée également à gauche et qui obtient environ 8 % des voix exprimées, renchérissant la division des gauches peu compréhensible un an après les élections à la Métropole où la majorité d'union de la gauche a positionné Christophe Ferrari comme président. Une union des listes de gauche aurait probablement permis de la positionner en tête sur le canton du président de la Métropole. À l'issue du second tour, la liste d'union de la droite UMP-UDI l'emporte devant la liste du Front National sur le canton, ce qui n'était pas arrivé depuis plus de quarante années au Pont-de-Claix.
En mai 2015, pour préparer le congrès du Parti socialiste, les militants PS sont appelés à voter pour choisir la motion qui correspond le mieux aux tendances à donner dans la ligne politique du parti. Christophe Ferrari vote alors pour la motion B, soutenue par Christian Paul reconnu comme un des principaux frondeurs du parti, même si Christophe Ferrari exprime ne pas être lui-même un frondeur sur le réseau social Facebook en indiquant cependant que son vote pèse. Or c'est la motion majoritaire dite motion A qui l'emporte largement en Isère, même au-delà du succès qu'elle rencontre au niveau national positionnant Christophe Ferrari en retrait au sein même de son propre parti dans le département.
En juillet 2015, Christophe Ferrari signe avec la ministre de l'Environnement, Ségolène Royal, une convention pour les territoires à énergie positive pour la croissance verte permettant à la Métropole de Grenoble de disposer de 500 000 euros de subvention en fixant des objectifs quantifiés de réduction en besoin en énergie.
En novembre 2015, lors du lancement du projet de compteur Linky dans les locaux d'ERDF, Christophe Ferrari affirme en présence des Députés Fioraso, Battistel, Ribeaud ainsi que des grands acteurs de l'énergie, économiques et universitaires, que Grenoble serait la métropole capitale française de la Transition Energétique, en rappelant que l'écosystème grenoblois s'affirmait à l'intérieur de son territoire mais aussi rayonnait largement à l'extérieur de l'agglomération comme cinquième territoire mondial d'innovation selon le journal américain Forbes. En mars 2016, Christophe Ferrari fait adopter le compteur Linky à l'unanimité par le Conseil de Métropole.
En avril 2016, alors que l'eau potable au sud de la Métropole est contaminée par pollution fécale des sols, Christophe Ferrari tient une réunion publique qui rassemble plus de 1500 personnes. Christophe Ferrari est alors conspué par des habitants excédés, il s'engage autour de quatre solutions techniques permettant un raccordement à d'autres sources d'eau potable réputées sures et fiables, il rappelle enfin que le problème est connu depuis des décennies, bien avant son élection et l'entrée des communes concernées dans la métropole, et qu'il assumera néanmoins toutes les conséquences.
En avril 2016, alors que le maire de Grenoble, Éric Piolle, retire sa ville du projet TGV Lyon-Turin, Christophe Ferrari indique que la métropole grenobloise ne peut faire la politique de chaise vide sur ce sujet, puisque la desserte Lyon-Grenoble est en partie concernée par le projet de TGV, et qu'elle contribuera au développement écologique de toute la métropole, Grenoble comprise. Sous la pression des écologistes, la Métropole votera pourtant en février 2017 un vœu excluant effectivement tout financement du projet TGV Lyon-Turin tant qu'il n'apporte aucun bénéfice à l'agglomération.[non neutre]
En septembre 2016 pour l'élection primaire du Parti socialiste, Christophe Ferrari indique qu'il soutient Arnaud Montebourg pour la candidature à la présidentielle de 2017, et non François Hollande, parce qu'Arnaud Montebourg a su lancer des programmes de réindustrialisation de la France lorsqu'il était ministre.
Le 11 mars 2018, Christophe Ferrari annonce qu'il quitte le Parti socialiste.
Il est réélu maire en 2020, puis président de Grenoble Alpes Métropole, face au candidat présenté par Éric Piolle qui ne soutenait plus le président de la Métropole sortant.
Après les élections présidentielles, le 25 avril 2022, Christophe Ferrari appelle au rassemblement de la gauche pour les élections législatives.
En mai 2022, le Maire de Grenoble, Éric Piolle, affiche sa volonté de modifier le règlement intérieur des piscines municipales pour autoriser le burkini, Christophe Ferrari indique ses réticences à cette proposition.
Alors que la ligne ferroviaire entre Lyon et Grenoble est en limite de capacité, Christophe Ferrari appelle à des travaux de modernisation en faveur du RER à la grenobloise en mai 2022, en indiquant être favorable à financer les surcoûts de fonctionnement.

## Mandats politiques
- Conseiller municipal du Pont-de-Claix (1995), maire du Pont-de-Claix depuis 2008, réélu en 2014, réélu en 2020
- Vice-président de 2008 à 2014, il est président depuis (2014) de la communauté d'agglomération Grenoble Alpes Métropole, devenue métropole en janvier 2015. Il a été réélu président le 17 juillet 2020.
- Vice-président du Syndicat mixte des transports en commun de l'agglomération de Grenoble de 2008 à 2014
- Ancien président du conseil scientifique de l'Agence d'urbanisme de l'agglomération de Grenoble (AURG)